# يحيى فارس
ولد الدكتور يحيى فارس في 14 سبتمبر 1929 بمدينة مجانة ولاية برج بوعريريج واسمه الكامل هو يحيى فارس بن مقران بن مسعود ناصر لعكري، استجاب لنداء الثورة التحريرية والتحق بصفوفها في سنة 1956.
من أعلام وشخصيات ولاية المدية (1830- 1962، المدية الجزائر) هناك عدة شخصيات من الجزائر كان لها تاثير على مر التاريخ سواء على الولاية أو الوطن كان على المستوى الديني أو الثقافي وحتى فيما يتعلق بالنضال والجهاد من أجل تحرير الجزائر

## حياة الدكتور
كان الدكتور يحيى فارس الطبيب الأول للولاية الرابعة التاريخية الذي انتقل من ولاية برج بوعريريج مسقط رأسه إلى ولاية المدية. عرف بمهارته في عمله وأخلاقه العالية التي تحلى بها بين رفقائه من المجاهدين الذين كانو يقاتلون المستعمر الفرنسي فكانت مهمته الاهتمام بالمجاهدين والشعب في المداشر والقرى حيث كان هو طبيبيهم ومرشدهم الصحي وكان يعالج الجرحى ويراقب المراكز الصحية الميدانية لجيش التحرير أثناء ثورة التحرير الجزائرية عبر تراب الولاية الرابعة ضد الاستعمار الفرنسي الذي احتلّ البلاد منذ سنة 1830 ودامت طيلة 7 سنوات ونصف من الكفاح المسلح والعمل السياسي، وانتهت بإعلان استقلال الجزائر يوم 5 جويلية 1962.

## وفاته
استشهد الدكتور يحيى فارس بعد أربع سنوات من التحاقه بصفوف الثورة التحريرية والسلاح في يديه مع رفقائه من المجاهدين في حي عين الذهب ببلدية المدية 80 كيلومترا عن العاصمة الجزائر يوم 11 جويلية 1960.
بعد استقلال الجزائر سميت جامعة المدية باسمه والتي تقع في حي عين الذهب في الحي الذي استشهد فيه كما سميت الدفعة ال23 لضباط الصحة العسكرية باسمه أيضا تخليدا لذكراه.

## وصلات خارجية
موقع جامعة الدكتور يحيى فارس